# Litoria singadanae
Litoria singadanae es una especie de anfibio anuro del género Litoria, de la familia Hylidae.

## Distribución geográfica
Es especie originaria de Papúa Nueva Guinea.